# Cocconia discoidea
Cocconia discoidea är en svampart som först beskrevs av Cooke & Massee, och fick sitt nu gällande namn av Pier Andrea Saccardo 1892. Cocconia discoidea ingår i släktet Cocconia och familjen Parmulariaceae.   Inga underarter finns listade i Catalogue of Life.